# Liste der Innensenatoren von Bremen
Dies ist eine Liste der Innensenatoren der Freien Hansestadt Bremen.

## Senatoren vor 1945, die auch für Inneres zuständig waren
- Bürgermeister Karl Deichmann (SPD) war von 1919 bis 1920 Vorsitzender der Polizeikommission.
- Albert von Spreckelsen (DVP) war u. a. von 1920 bis 1928 und 1931 bis 1933 für die Polizei in Bremen zuständig.
- Karl Deichmann (SPD), von 1928 bis 1931 für das Polizeiwesen zuständig.
- Theodor Laue (NSDAP), Innensenator von 1933 bis 1937.
- Johann Heinrich Böhmcker (NSDAP), als Regierender Bürgermeister auch von 1937 bis 1939 für Inneres zuständig.
- Hans-Joachim Fischer  (NSDAP), von 1939 bis Juli 1944.
- Richard Duckwitz, als komm. Regierender Bürgermeister auch ab Juli 1944 für Inneres zuständig.

## Innensenatoren seit 1945
| Name                                  | Amtsantritt                                                           | Senat                                   | Partei              |
| Senator für Inneres                   | Senator für Inneres                                                   | Senator für Inneres                     | Senator für Inneres |
| ------------------------------------- | --------------------------------------------------------------------- | --------------------------------------- | ------------------- |
| Adolf Ehlers                          | 2. Februar 1948 29. November 1951 28. Dezember 1955 21. Dezember 1959 | Kaisen III Kaisen IV Kaisen V Kaisen VI | SPD                 |
| Hans Koschnick                        | 26. November 1963 20. Juli 1965                                       | Kaisen VII Dehnkamp                     | SPD                 |
| Franz Löbert                          | 28. November 1967                                                     | Koschnick I                             | SPD                 |
| Helmut Fröhlich                       | 15. Dezember 1971 3. November 1975 7. November 1979                   | Koschnick II Koschnick III Koschnick IV | SPD                 |
| Volker Kröning                        | 10. November 1983 18. September 1985                                  | Koschnick V Wedemeier I                 | SPD                 |
| Bernd Meyer                           | 15. Oktober 1987                                                      | Wedemeier II                            | SPD                 |
| Claus Grobecker (kommissarisch)       | 20. November 1988                                                     | Wedemeier II                            | SPD                 |
| Peter Sakuth                          | 6. Dezember 1988                                                      | Wedemeier II                            | SPD                 |
| Senator für Inneres und Sport         |                                                                       |                                         |                     |
| Friedrich van Nispen                  | 11. Dezember 1991                                                     | Wedemeier III                           | FDP                 |
| Senator für Inneres                   |                                                                       |                                         |                     |
| Ralf Borttscheller                    | 4. Juli 1995                                                          | Scherf I                                | CDU                 |
| Senator für Inneres, Kultur und Sport |                                                                       |                                         |                     |
| Bernt Schulte                         | 7. Juli 1999                                                          | Scherf II                               | CDU                 |
| Hartmut Perschau (kommissarisch)      | 13. Juli 2001                                                         | Scherf II                               | CDU                 |
| Kuno Böse                             | 29. August 2001                                                       | Scherf II                               | CDU                 |
| Senator für Inneres und Sport         |                                                                       |                                         |                     |
| Thomas Röwekamp                       | 4. Juli 2003 8. November 2005                                         | Scherf III Böhrnsen I                   | CDU                 |
| Willi Lemke                           | 29. Juni 2007                                                         | Böhrnsen II                             | SPD                 |
| Ulrich Mäurer                         | 7. Mai 2008 30. Juni 2011                                             | Böhrnsen II Böhrnsen III                | SPD                 |
| Senator für Inneres                   |                                                                       |                                         |                     |
| Ulrich Mäurer                         | 15. Juli 2015 15. August 2019                                         | Sieling Bovenschulte I                  | SPD                 |
| Senator für Inneres und Sport         |                                                                       |                                         |                     |
| Ulrich Mäurer                         | 5. Juli 2023                                                          | Bovenschulte II                         | SPD                 |